# Municipis de Baixa Califòrnia Sud

Mapa dels municipis de la Baixa Califòrnia Sud

Llista de municipis de Baixa Califòrnia Sud. L'estat mexicà de la Baixa Califòrnia Sud, amb 73.475 km² de superfície, compta amb una subdivisió de només cinc municipis, tres dels quals estan entre els deu més grans de Mèxic:
| Codi | Municipi  | Superfície (km²) | Cap de municipi     |
| ---- | --------- | ---------------- | ------------------- |
| 001  | Comondú   | 16.858           | Ciudad Constitución |
| 002  | Mulegé    | 32.092           | Santa Rosalía       |
| 003  | La Paz    | 20.275           | La Paz              |
| 008  | Los Cabos | 3.452            | San José del Cabo   |
| 009  | Loreto    | 4.311            | Loreto              |